# Lista de línguas nacionais da Índia
As línguas faladas na Índia incluem mais de 400 idiomas e dialetos, pertencentes principalmente a duas famílias linguísticas, a indo-europeia, representada no ramo indo-ariano e a dravídica, além do inglês. A constituição da Índia outorga às 23 línguas um estatuto oficial especial, além de existirem outros idiomas considerados oficiais por um ou mais estados federados indianos. O número total de línguas na Índia depende da sua classificação como dialeto ou língua propriamente dita, em especial no caso dos muitos idiomas que se assemelham ao híndi.
A constituição da Índia estipula que o híndi e o inglês sejam as duas línguas oficiais da administração federal. Em 1965, o inglês foi passado para o estatuto de "língua oficial adicional associada", durante um período de tempo, até que se pudesse decidir uma transição global para o híndi. No entanto, devido a protestos por parte de alguns estados como Tâmil Nadu, onde há uma baixa penetração do híndi, o sistema linguístico dual híndi-inglês ainda se mantém muito em ativa. Devido à rápida industrialização e uma crescente importância das companhias multinacionais na economia, o inglês continua a ser um meio de comunicação popular e influente nos círculos governamentais e econômicos.
Adicionalmente ao híndi e ao inglês, há outras 21 línguas oficiais, com representação na Comissão Linguística Oficial do país. Os candidatos a cargos no serviço público federal podem optar por ser examinados em qualquer uma destas línguas.

## Línguas oficiais da administração federal
1. Híndi
2. Inglês

## Línguas oficiais reconhecidas pelo governo federal
1. Assamês — língua oficial de Assão.
2. Bengalês — língua oficial de Tripurá e Bengala Ocidental.
3. Bodo — língua oficial de Assão.
4. Canará — língua oficial de Carnataca.
5. Caxemira — língua oficial de Jamu e Caxemira.
6. Concânio — língua oficial de Goa.
7. Dogri — língua oficial de Jamu e Caxemira.
8. Guzerate — língua oficial de Dadrá e Nagar Aveli, Damão e Diu e Guzerate.
9. Híndi — língua oficial de Arunachal Pradexe, Ilhas Andamão e Nicobar, Biar, Chandigar, Chatisgar, Deli, Harianá, Himachal Pradexe, Jarcanda, Madia Pradexe, Rajastão, Utar Pradexe e Utaracanda.
10. Maitili — língua oficial de Biar.
11. Malaiala — língua oficial de Querala e das Laquedivas.
12. Manipuri ou Meithei — língua oficial de Manipur.
13. Marata — língua oficial de Maarastra.
14. Nepali — língua oficial de Siquim.
15. Oriá — língua oficial de Orissa.
16. Panjabi — língua oficial do Panjabe, segunda língua oficial de Deli e Harianá.
17. Sânscrito — língua do hinduísmo, obrigatória em muitas escolas.
18. Santali
19. Síndi
20. Tâmil — língua oficial de Tâmil Nadu e Pondicheri.
21. Télugo — língua oficial de Andra Pradexe.
22. Urdu — língua oficial de Jamu e Caxemira, alguns distritos em Andra Pradexe, Deli e Utar Pradexe.

## Outras línguas oficiais estaduais
As seguintes línguas são reconhecidas como oficiais em certos estados, mas ainda não são consideradas oficiais pelo governo federal:
1. Kokborok - língua oficial de Tripurá
2. Mizo - língua oficial de Mizorão
3. Khasi - língua oficial de Megalaia
4. Garo - língua oficial de Megalaia

## Outras línguas populares da Índia
As línguas seguintes são faladas por mais de cinco milhões de pessoas mas não dispõem de estatuto oficial.
1. Português  - língua falada em Goa, Damão e Diu, em algumas cidades de Guzerate e na restante Índia Portuguesa.
2. Awadhi
3. Bundeli
4. Chhattisgarhi — língua de Chatisgar.
5. Hariyanavi (Haryanvi) — língua de Harianá.
6. Hindustâni — uma mistura de híndi com urdu, falado largamente no norte da Índia.
7. Kanauji — língua do Utar Pradexe.
8. Marwari — língua do Rajastão.

### Línguas biaris
As três línguas biaris também são faladas por mais de cinco milhões de pessoas mas não possuem estatuto oficial. Durante algum tempo foram erradamente consideradas dialetos do híndi, mas mais recentemente reconhecidas como pertencendo ao grupo oriental de línguas indianas (como o bengali, o assamês e o oriá).
1. Angika — língua de Biar, falada largamente no norte e sul do estado de Bihar, estado de Jarcanda e distrito de Maldah no estado de Bengala Ocidental.
2. Boiapuri — língua de Biar.
3. Magádi — língua falada no sul de Biar.

### Outras línguas
1. Bhili (tribal)
2. Gondi (tribal)
3. Kodava — falada no distrito de Kodagu, no estado de Carnataca.
4. Kutchi — falada no Kutch, uma região no estado do Guzerate.
5. Túlu — falada pelo povo Tulu, nos estados de Carnataca e Querala.
6. Sankethi — falada pelo povo Sankethi, nos estados de Carnataca, Tâmil Nadu e Querala.

A Constituição da Índia regista 18 línguas regionais.

## Línguas minoritárias da Índia
Estas línguas têm menos de um milhão de falantes:
1. Língua Mahl — língua falada na ilha de Minicoy.